# NewsRadio
NewsRadio ist eine US-amerikanische Sitcom, die von Paul Simms entwickelt und zuerst 1995 bis 1999 auf NBC ausgestrahlt wurde.

## Handlung
Die Serie spielt bei WNYX, einem fiktiven New Yorker Radio-Nachrichtensender, und beginnt damit, dass Dave Nelson als neuer Nachrichtendirektor eingestellt wird. Er muss die exzentrischen Charaktere der Mitarbeiter und seines Chefs unter einen Hut bringen.
Die Dialoge bei NewsRadio laufen mit hohem Tempo und sind oft absurd. Oft wurde auf visuelle Gags als Gegengewicht zu den intelligenten und oft politischen Dialogen zurückgegriffen. Der Schöpfer der Serie, Paul Simms, sagte, dass es sich beim Zielpublikum der Serie um über 30-Jährige mit Hochschulabschluss handelt.
Die extreme Absurdität und Sinnlosigkeit wurde in den Finalen der dritten und vierten Staffel noch einmal verstärkt. In diesen befanden sich die Figuren nicht am gewöhnlichen Schauplatz, einem modernen Büro in New York, sondern zunächst im Weltraum und dann an Bord der Titanic.

## Produktion
- Die Dreharbeiten der Serie wurden für längere Zeit wegen des Mordes an dem Darsteller Phil Hartman eingestellt. Die anderen Schauspieler brauchten Zeit, um ihre Trauer zu verarbeiten. Ab Episode 76 taucht die von Hartman gespielte Figur Bill McNeal nicht mehr auf. Die Serie wurde aber weiter fortgesetzt.
- Die Serie war in jeder Staffel kurz davor, von NBC abgesetzt zu werden.

## Besetzung und Synchronisation
Die deutsche Synchronisation wurde von der Synchronfirma Plaza-Synchron in München erstellt. Verantwortlich für die deutsche Fassung war Andreas W. Schmidt.

### Hauptdarsteller
| Rollenname     | Hauptrolle  | Schauspieler     | Synchronsprecher/in               | Figurenbeschreibung                                      |
| -------------- | ----------- | ---------------- | --------------------------------- | -------------------------------------------------------- |
| Dave Nelson    | 1.01–5.22   | Dave Foley       | Oliver Böttcher, Christian Rudolf | Nachrichtendirektor von WNYX                             |
| Bill McNeal    | 1.01–4.22   | Phil Hartmann    | Fritz von Hardenberg              | Nachrichtenmoderator, stirbt am Ende der vierten Staffel |
| Lissa Miller   | 1.01–5.22   | Maura Tierney    | Susanne von Medvey                | Reporterin und Produzentin                               |
| Matthew Brock  | 1.01–5.22   | Andy Dick        | Alexander Brem                    | Reporter                                                 |
| Beth           | 1.01–5.22   | Vicki Lewis      | Claudia Kleiber                   | Daves Sekretärin                                         |
| Jimmy James    | 1.01–5.22   | Stephen Root     | Manfred Erdmann                   | Eigentümer von WNYX                                      |
| Joe Garrelli   | 1.02–5.22   | Joe Rogan        | Hubertus von Lerchenfeld          | Elektriker und Techniker                                 |
| Catherine Duke | 1.02–5.01 1 | Khandi Alexander | Anke Reitzenstein                 | Nachrichtenmoderatorin                                   |
| Max Lewis      | 5.01–5.22   | Jon Lovitz       | Gerd Wiedenhofen                  | Nachrichtenmoderator, Nachfolger von Bill McNeal         |

## Veröffentlichung
Die Serie wurde von 1999 bis 2001 auf RTL II ausgestrahlt und von September 2005 bis Juni 2006 auf NICK Comedy. Vom 15. Januar 2007 bis Ende Mai wurde die Serie auf Comedy Central ausgestrahlt. Zwischen 2005 und 2007 hat Sony alle fünf Staffeln für die Region 1 auf DVD veröffentlicht. Bisher hat sich Sony noch nicht über eine Veröffentlichung für den deutschen Markt geäußert.

## Trivia
- In der Pilotfolge spielte Greg Lee die Rolle des Elektrikers, und der Name dieser Figur war in dieser Episode noch Rick. Später sollte er Ted Garelli heißen. Die Rolle sollte in der Serie von Ray Romano gespielt werden, der jedoch absagte, als ihm die Hauptrolle in einer anderen Sitcom (Everybody Loves Raymond, in den deutschsprachigen Ländern als Alle lieben Raymond bekannt) angeboten wurde. Statt von Ray Romano wurde die Rolle von Joe Rogan besetzt. Die Macher der Serie fanden es einfacher, der Figur denselben Namen wie seinem Schauspieler zu geben; aus Ted Garelli wurde also Joe Garelli.
- In der Pilotepisode spielte die Rolle der Catherine Duke Ella Joyce. In allen späteren Folgen wird sie von Khandi Alexander gespielt.
- Maura Tierney wurde erst am Tag, bevor die Pilotfolge gedreht wurde, zur Besetzung hinzugefügt.
- Lauren Graham spielte in den Folgen 55–58 als Andrea mit.
- Jon Lovitz hat drei Auftritte in NewsRadio:

1. ein Gastauftritt als Insasse einer Irrenanstalt, der sich mit Bill McNeal anfreundet
2. ein Gastauftritt als selbstmordgefährdeter Mann, der draußen auf der Brüstung des Gebäudes vor Daves Fenster steht und springen will
3. dauerhaft als Max Lewis

- Manche Episoden sind nach Alben der Band Led Zeppelin benannt, auch wenn der Name dieses Albums gar nichts mit dem Inhalt der Episode zu tun hat.
- Im Vorspann wird Dave Foleys Name neben einem Foto vom World Trade Center in New York gezeigt. Die beiden Türme hatten die Spitznamen Dave und Nelson. Der Charakter den Foley spielt heißt Dave Nelson. Der Erfinder der Serie, Paul Simms sagt, dass es sich dabei um einen Zufall handelt.
- Der Raum, der das Produktionsstudio in der Pilotfolge ist, ist für den Rest der Serie der Pausenraum (außer in Episode 4).
- Dave Foley soll genau wie auch seine Figur Dave Nelson die Sitcom Green Acres lieben und mehrere Tassen Kaffee täglich trinken.